# Villa Dionisi
Villa Dionisi, detta "Ca' del Lago" è una villa veneta risalente al XVIII secolo. Essa si trova nel comune di Cerea nella provincia di Verona.
Fu edificata dalla famiglia Dionisi allo scopo di poter vigiliare sui suoi numerosi possedimenti agricoli della zona e per accogliere i propri ospiti in una dimora elegante e sfarzosa.
L'edificio comprende un ampio salone centrale a cui si accede mediante due porte esterne e ai cui lati si trovano le varie stanze in perfetta simmetria. Un sontuoso scalone porta al primo piano.
L'interno è riccamente affrescato.

## Storia
L'edificio era in passato un'antica fabbrica dominicale localizzata a Ca' del Lago, vicino a Cerea, ed era costituito da un lungo corpo orizzontale al cui fianco s'innalzava una “torre colombara”, di origine forse quattrocentesca.
L'edificazione di villa Dionisi venne iniziata nel 1740, con la costruzione dell'oratorio (elemento essenziale secondo la tradizione settecentesca) e fu terminata alla fine del secolo con la realizzazione del grande accesso nella parte posteriore della villa. Autore del progetto fu Gabriele Dionisi (1719 – 1808), coadiuvato da un artista bolognese, Giuseppe Montanari (1702 – 1755), architetto, scenografo, quadriturista, allievo di Ferdinando Bibiena. 
La villa doveva essere la sede rurale della famiglia, fu eretta per ripristinare il prestigio che l'antico casato possedeva già in epoca scaligera ed esercitare un controllo diretto sulle loro terre, ma allo stesso tempo anche per avere la possibilità di dare dimora ai numerosi ospiti.
Nel XX secolo la villa pervenne ai fratelli Ottavio e Giampaolo Dionisi Piomarta che furono gli ultimi eredi della nobile famiglia veronese. In disaccordo sulla divisione dell'eredità paterna i fratelli ipotizzarono uno smembramento dell'immobile per fortuna mai avvenuto, se non in forma di mere quote di comproprietà e che, ove realizzato, avrebbe compromesso per sempre il valore storico della villa.Giampaolo Dionisi Piomarta morì nel 1939 istituendo dei legati di usufrutto di determinate porzioni dell'immobile la ex moglie Sofia Baffa Trasci, i cugini de Lassotovich, e il fratello Ottavio. Il marchese Ottavio morì nel marzo del 1946 e, non avendo eredi a sé superstiti, lasciò erede per la propria quota la moglie, Ippolita Fenaroli. Alla morte della marchesa Ippolita, con l'estinzione dei singoli usufrutti già nei primi anni '70, la villa pervenne per successione al marchese Federico Tacoli (1925 - 2004) ritornando ad essere la proprietà unitaria dell'immobile.

## Struttura
Villa Dionisi è una delle circa 70 ville che furono costruite, ampliate o rifatte nel XVIII secolo nella provincia di Verona e dislocate in un contesto pianeggiante.
Villa Dionisi si propone con il classico schema della villa veneta: un ampio salone centrale, con due ingressi posti alle estremità, ai cui lati vi sono varie stanze piuttosto larghe e molto luminose, disposte in modo simmetrico.
Una grande scala porta al piano superiore, che si impernia attorno ad un altro alto salone centrale, ricoperto da una volta affrescata da Giuseppe Gru e dal Montanari. Originariamente il palazzo doveva elevarsi fino a tre piani, ma l'idea venne presto abbandonata.
Vi è poi, come da tradizione del settecento, una cappella, luogo di culto per la piccola comunità che viveva attorno alla villa.

## Interno
Nella villa sono presenti quadrature del pittore e architetto Giuseppe Montanari, affreschi e quadri di Nicola Marcola e del più celebre fratello di lui Marco. 
Nel giugno 1742 veniva eseguito, con molta probabilità ad opera di Nicola Marcola, l'affresco sul soffitto del salone centrale che raffigura l'Incoronazione di un personaggio della famiglia Dionisi, in cui una donna porge una corona di foglie di vite ad un uomo in vesti classiche ed entrambi sono circondati da bambini che portano rami di vite; più in basso è possibile scorgere anche un bimbo che dorme mostrando il ventre, ed un compagno che allunga la mano per cercare di svegliarlo. Tutt'intorno, dentro ad ovali, vi sono i ritratti dei componenti della famiglia.
Opera del Montanari è invece l'affresco che ricopre il soffitto della grande scala che porta al secondo piano di cui restano alcuni lacerti e il disegno preparatorio. In questo affresco sono racchiuse tre figure, l'Astronomia, la Musica e l'Agricoltura, circondate da bimbi.
È presente anche una biblioteca, che in passato era una sala lettura, di studio e archivio della famiglia Dionisi, in cui oggi sono conservati libri sul mobile d'arte.

## Parco ed edifici annessi
Durante la costruzione della villa, anche altre opere nelle sue prossimità erano state iniziate: si trattava di edifici rusticali come barchesse, granai, scuderie, che erano utili per lo svolgimento dell'attività agricola, o di interventi sull'ambiente circostante. 
Uno in particolare, fu la realizzazione di una grande peschiera, che separava il brolo dal giardino, al cui centro era stato costruito un belvedere, con un soffitto decorato da un affresco raffigurante una rosa dei venti, e all'esterno erano state poste quattro statue provenienti da una villa attigua, villa Franco. La peschiera fu fatta demolire nel 1774, in quanto emanava cattive esalazioni.
Altro ruolo fondamentale era ricoperto dal giardino, considerato come il prolungamento della facciata della villa, il cui aspetto originario è stato oggi completamente modificato e nulla rimane del giardino all'italiana.